# Mircea cel Bătrân, Iași

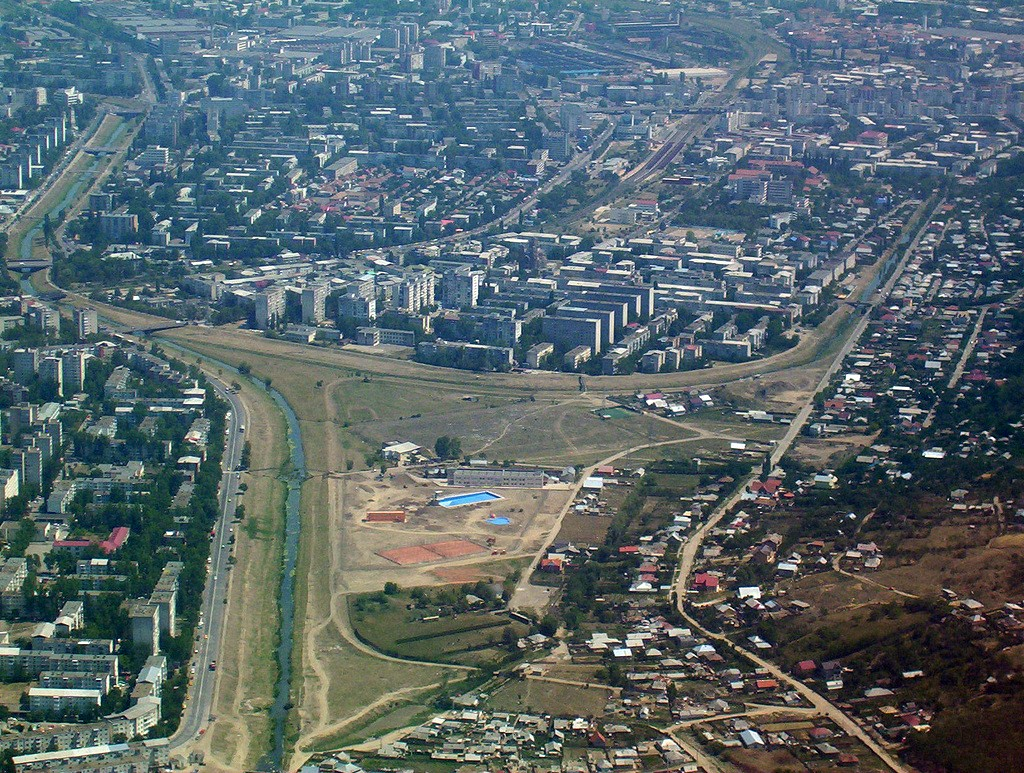
Cartierele Mircea cel Bătrân şi Alexandru cel Bun

Mircea cel Bătrân este un cartier din municipiul Iași.

## Geografie
Are o populație de circa 15000 de locuitori. Este situat pe malul drept al râului Bahlui, între cartierele Alexandru cel Bun și Galata.

## Istoric
Mircea cel Bătrân este un cartier de blocuri, creat în anii 1960. 

## Repere notabile
- Ștrandul Municipal, dat în folosință în luna august a anului 2007.

## Transport
- Tramvai: 2, 6
- Autobuz: 28, 44, 47
- Drum național: DN28